# Anti-inflammatoire
Un anti-inflammatoire , antiinflammatoire ou antiphlogistique, est un médicament destiné à combattre une inflammation.
Il s’agit d’un groupe de médicaments destinés à traiter une réaction inflammatoire et les maladies qui en résultent telles que les manifestations rhumatismales, les fractures, les stomatites et les lésions génitales et urinaires.
De nombreux anti-inflammatoires sont en vente libre. Comme tous les médicaments, ils peuvent provoquer des effets secondaires avec parfois des allergies ou des intoxications (en cas de surdosage ou par interaction avec d'autres médicaments).
Parmi les médicaments anti-inflammatoires, on distingue les corticoïdes (glucocorticoïdes ou anti-inflammatoires stéroïdiens) et les anti-inflammatoires non stéroïdiens. 

## Médicaments anti-inflammatoires
Ces médicaments ont des structures chimiques très variées. Toutefois, ils présentent des caractères communs :
1. Sur le plan pharmacologique : Tous les anti-inflammatoires, y compris les non stéroïdiens, inhibent la synthèse des prostaglandines ;
2. Sur le plan activité : Ils possèdent, en plus de leurs activités anti-inflammatoires, des effets analgésiques et antipyrétiques ;
3. Sur le plan chimique : Ils présentent des fonctions acides ou des caractères acides ;
4. Sur le plan effets secondaires : Les anti-inflammatoires provoquent une lésion de la muqueuse gastroduodénale.

Les anti-inflammatoires non stéroïdiens agissent en inhibant l'action de la cyclooxygénase (COX), une enzyme médiant la formation de prostaglandines à partir de l'acide arachidonique. En plus d'être des médiateurs inflammatoires, les prostaglandines ont aussi un rôle dans l'agrégation plaquettaire, la protection de l'estomac et la fièvre. Cela explique les effets secondaires des anti-inflammatoires :
- ils gênent l'agrégation plaquettaire et donc la coagulation du sang (on dit à tort qu'ils « fluidifient le sang »), ce qui peut prévenir la formation de caillots (thrombose), mais aggrave les hémorragies ;
- ils peuvent provoquer des problèmes gastriques (ulcères) et rénaux ;
- ils ont pour effet de combattre la fièvre (antipyrétiques).

Les médicaments indiqués (noms commerciaux) contiennent une substance à action anti-inflammatoire, mais le médicament lui-même n'est pas nécessairement classé comme anti-inflammatoire. Les médicaments génériques portent en général le nom de la molécule.

### Glucocorticoïdes (corticostéroïdes)
Les glucocorticoïdes sont des corticoïdes qui ont une action sur le métabolisme protidique et glucidique. Ils s'opposent aux minéralocorticoïdes. En pratique courante, le terme corticoïde, sans précision, désignent les glucocorticoïdes.
Les glucocorticoïdes naturels sont la cortisone et le cortisol. Les glucocorticoïdes de synthèse sont soit à effets courts (la prednisone), soit à effets intermédiaires (paraméthasone), soit à effets prolongés (bétaméthasone). Les médicaments s'appellent anti-inflammatoires stéroïdiens quand ils sont employés à cet effet.

### Anti-inflammatoires non stéroïdiens
Ce sont les anti-inflammatoire les plus utilisés dans le monde[réf. souhaitée].
Les anti-inflammatoires non stéroïdiens (AINS) sont des médicaments qui bloquent la formation des prostaglandines, les substances responsables de l’inflammation. Ce sont des médicaments efficaces, mais ils ont parfois une image faussement rassurante. Comme tous les médicaments, ils ne sont pas anodins et peuvent causer de nombreux problèmes gastriques, par exemple des ulcères d'origine iatrogène. 
Les anti-inflammatoires non stéroïdiens (AINS) sont une classe de médicaments étendue, comprenant de nombreuses molécules telles que l’ibuprofène. Ils agissent en bloquant la formation des prostaglandines, les substances responsables de l’inflammation. Ils ont des propriétés antalgiques (contre la douleur), antipyrétiques (contre la fièvre) et, à doses plus élevées, anti-inflammatoires[réf. souhaitée].

### Les sous-classes d'anti-inflammatoires non stéroïdiens (AINS)
- AINS indoliques
- AINS arycarboxyliques
- AINS dérivés oxicam
- Acide niflumique
- Morniflumate
- Phénylbutazone
- Nimésulide

## Autres
Le froid est anti-inflammatoire[réf. souhaitée].